# Consejo Ejecutivo de las Islas Malvinas
El Consejo Ejecutivo del Territorio Británico de Ultramar de las Islas Malvinas (en inglés, Executive Council of the Falkland Islands) es un órgano constitucional que ejerce poderes ejecutivos para asesorar al Gobernador colonial. El papel, las facultades y composición del Consejo Ejecutivo se describen en el capítulo V de la Constitución de las Islas Malvinas. El Consejo Ejecutivo tiene un rol equivalente al Consejo Privado del Reino Unido.
El Consejo Ejecutivo está compuesto por tres miembros de la Asamblea Legislativa, el Jefe del Ejecutivo y el Director de Finanzas. Los tres miembros de la Asamblea Legislativa son elegidos al Consejo Ejecutivo cada año. Sólo los miembros de la Asamblea Legislativa se les permite votar en las deliberaciones del Consejo Ejecutivo. El gobernador actúa como presidente.

## Juramento
En virtud del artículo 64 de la Constitución, antes de tomar parte en cualquier procedimiento del Consejo Ejecutivo, los Consejeros deben tomar el juramento de secreto. El texto del juramento se especifica en el anexo B de la Constitución:

I do swear (or solemnly affirm) that I will be a true and faithful Councillor and that I will not, except in the course of my duties as a Councillor or with the authority of the Governor, reveal the business or proceedings of the Executive Council at any meeting of the Council or the nature or contents of any document or any other matter communicated to me in my capacity as a Councillor or for the purposes of any such meeting. So help me God.
Juro (o declaro) que voy a ser un verdadero y fiel consejero y que no lo haré, salvo en el ejercicio de mis funciones como Consejero o con la autoridad del gobernador, revelan el negocio o los procedimientos del Consejo Ejecutivo en las reuniones de la Consejo o de la naturaleza o el contenido de cualquier documento o cualquier otro asunto que me ha comunicado en mi calidad de concejal o para los efectos de cualquier reunión de este tipo. Así me ayude Dios.